# Huba (wieś)
Huba – wieś w Polsce położona w województwie małopolskim, w powiecie nowotarskim, na południowych stokach Gorców, najmniejsza wieś w gminie Czorsztyn.
Początki wsi sięgają XVII wieku, kiedy to wchodziła ona w skład starostwa czorsztyńskiego.W latach 1975–1998 miejscowość administracyjnie należała do województwa nowosądeckiego.